# Wolfram Tschiche
Wolfram Tschiche (* 18. April 1950) ist ein DDR-Bürgerrechtler, Philosoph und evangelischer Theologe.

## Leben und Werk
Der Sohn des systemkritischen evangelischen Pfarrers Hans-Jochen Tschiche engagierte sich seit 1968 in der DDR oppositionell. Er protestierte gegen die militärische Intervention in die ČSSR und absolvierte den Wehrdienst als Bausoldat. Bereits während seines Theologiestudiums wurde er vom Ministerium für Staatssicherheit (MfS) überwacht. Das MfS wertete den Debattierkreis um Christoph Prüfer und Wolfram Tschiche in Halle als „staatsfeindliche Gruppenbildung“ und zerschlug ihn 1973. Tschiche wurde festgenommen und im Gefängnis Roter Ochse über Nacht verhört. Am nächsten Morgen wurde er freigelassen, Christoph Prüfer wurde zu fünf Jahren Haft verurteilt. Seit 1980 organisierte Tschiche illegal philosophische Arbeitskreise und beteiligte sich 1983 an Aktionen der Friedensbewegung wie der Bildung einer Lichterkette zwischen der amerikanischen und sowjetischen Botschaft in Berlin und dem Fasten in der Erlöserkirche: „Wir hungern nach Abrüstung - Fasten für den Frieden“. Er arbeitete eng mit Katja Havemann zusammen, beide wurden vom Referat III der Hauptabteilung XX/9 der Stasi beobachtet, Tschiche wurde unter der Bezeichnung OV „Philosoph“ geführt. Er pflegte Kontakte zur Charta 77 und zu den Grünen. Er vermittelte auch Rolf Henrich den Kontakt zur Opposition. Mit Ulrich Stockmann organisierte er ab 1988 die Sommer- und Winterakademien der Solidarischen Kirche.
1989 gehörte er zu den Herausgebern der Samisdat-Zeitschrift Ostkreuz: Politik, Geschichte, Kultur.
Während der friedlichen Revolution in der DDR engagierte er sich beim Neuen Forum und war 1990 Mitgründer des Vereins für politische Bildung und soziale Demokratie in Weimar. Von 1991 bis 1992 war er Büroleiter der Heinrich-Böll-Stiftung in Leipzig. Seit 1993 arbeitet der Bürgerrechtler in der Jugend- und Erwachsenenbildung und betreibt als Freiberufler politische und philosophische Bildungsarbeit. Seit 2008 organisiert er auch Zeitzeugenprojekte, insbesondere mit Menschen aus Osteuropa.
Tschiche lebt in Klinke.

## Veröffentlichungen
- Philosophie und politische Bildung im Widerstand – persönliche Erfahrungen in der DDR, in: Carsten Passin, Wolfram Tschiche, Thomas Weiß: Demokratie und Werte: praktisches Philosophieren mit Jugendlichen, Arbeitskreis deutscher Bildungsstätten, Bonn 1999, S. 44–47 (Online; PDF; 624 kB)
- Demokratie und Menschenwürde – zur Begründung der Menschenrechte im europäischen Kontext, in: Carsten Passin, Wolfram Tschiche, Thomas Weiß: Demokratie und Werte: praktisches Philosophieren mit Jugendlichen, Arbeitskreis deutscher Bildungsstätten, Bonn 1999, S. 172–203 (Online; PDF; 624 kB)
- Konzeptionen von „Zivilgesellschaft“ der mittelosteuropäischen Dissidentenbewegung und Opposition, in: Halbjahresschrift für südosteuropäische Geschichte, Literatur und Politik, 17 (2005) 1, S. 77–81
- Konzeptionen von „Zivilgesellschaft“, in: Liberal – Vierteljahreshefte für Politik und Kultur 2/2005, S. 40–45
- Islam und Menschenrechte – ein unaufhebbarer Widerspruch, in: Liberal – Vierteljahreshefte für Politik und Kultur 3/2005, S. 49–53
- „Ist Glück Glückssache?“, in: Liberal – Vierteljahreshefte für Politik und Kultur 1/2006, S. 63–67